# Allophorocera occidentalis
Allophorocera occidentalis là một loài ruồi trong họ Tachinidae.